# موسيقى بندرية

موسيقى بندرية تنبع من جنوب إيران في جميع أنحاء منطقة الخليج العربي.

## الموسيقى
هو نوع إيقاعي من الرقص والموسيقى الذي يعزف بسرعة وببطء باستخدام لهجة الربع. تعزف خلال الاحتفالات بما في ذلك حفلات الزفاف.
يعود أصل الكلمة إلى الكلمة الفارسية بندر أي باللغة العربية الميناء.

## الآلات الموسيقية
الآلات الموسيقية الرئيسية المستخدمة في الموسيقى البندرية هي:
- مزمار القربة: هي أداة مصنوعة من جلد الماعز وعلى غرار موسيقى القرب الايرلندية فإنه يعزف عليها عن طريق النفخ.
- الكاسور: هو آلة إيقاعية مصنوع من جلد الحيوان والخشب من شجرة الجوز.
- الدف: آلة قرع مصنوع من جلد الحيوان وإطار خشبي مثل رأس الطبل مع صلاصل بالأجراس على الحافة ومشابه للرق.
- دربوكة: أداة قرع مصنوعة من جلد السمك والطين.

الفرق الموسيقية البندرية الإيرانية الحديثة تستخدم الآلات الإيقاعية مثل الطبل ودربوكة وكونغا وطقم طبول الكهربائية.

## الرقص البندري
الرقص البندري يعرف أيضا باسم الرقص الفارسي. الرقص البندري هو رقص تسلسلي وغالبا ما ينطوي على رقص عدة أشخاص وكثيرا ما يؤدى في الحفلات والدوران حول دائرة والانتقال في بعض الأحيان إلى وسط الدائرة للرقص المنفرد مع تشجيع من بقية الراقصين والاختلافات الوحيدة هي في حركات الذراع. تنتشر الرقصة البندرية في جنوب إيران المطل على الخليج العربي ومتأثر من الموسيقى والرقص الأفريقي والعربي. بل هو مزيج من الحركات الإيقاعية في اتجاهات مختلفة وفقا لإيقاع الأغنية. السمة المميزة لهذه الرقصة هي طريقة الأداء بتوجيه الأيدي بطريقة فريدة مشابهة لطريقة عمل مجموعة من الصيادين في البحر.